# Szorgalmatos, Szabolcs-Szatmár-Bereg
Szorgalmatos  este un sat în districtul Tiszavasvár, județul Szabolcs-Szatmár-Bereg, Ungaria, având o populație de 1.021 de locuitori (2011). 

## Demografie
Componența etnică a satului Szorgalmatos
     Maghiari (99,3%)
     Ucraineni (0,7%)
Componența confesională a satului Szorgalmatos
     Reformați (24,68%)
     Fără religie (22,43%)
     Romano-catolici (7,84%)
     Greco-catolici (2,25%)
     Necunoscută (41,82%)
     Alte religii (2,35%)
Conform recensământului din 2011, satul Szorgalmatos avea 1.021 de locuitori. Din punct de vedere etnic, majoritatea locuitorilor (99,3%) erau maghiari. Nu există o religie majoritară, locuitorii fiind reformați (24,68%), persoane fără religie (22,43%), romano-catolici (7,84%) și greco-catolici (2,25%). Pentru 41,82% din locuitori nu este cunoscută apartenența confesională.